# IC 3041
IC 3041 ist eine spiralförmige Zwerggalaxie vom Hubble-Typ S im Sternbild Jungfrau an der Ekliptik. Sie ist schätzungsweise 75 Millionen Lichtjahre von der Milchstraße entfernt und hat einen Durchmesser von etwa 15.000 Lichtjahren.

Im selben Himmelsareal befinden sich u. a. die Galaxien IC 3036, IC 3046, IC 3047, IC 3052.
Das Objekt wurde am 7. Mai 1904 von Royal Harwood Frost entdeckt.